# My Old Dutch (film 1911)
My Old Dutch è un cortometraggio muto del 1911 diretto da George D. Baker.

## Produzione
Il film fu prodotto dalla Vitagraph Company of America.

## Distribuzione
Distribuito dalla General Film Company, il film - un cortometraggio in un rullo - uscì nelle sale cinematografiche USA il 25 agosto 1911.